# Ron Delany
Ronald Michael Delany (ur. 6 marca 1935 w Arklow) – irlandzki lekkoatleta, średniodystansowiec, mistrz olimpijski.
Gdy miał 6 lat, jego rodzina przeprowadziła się do Dublina. Uczył tam się w Catholic University School. Potem studiował w Stanach Zjednoczonych na Villanova University, gdzie był trenowany przez Jumbo Elliotta. Na mistrzostwach Europy w 1954 w Bernie zajął 8. miejsce w finale biegu na 800 metrów. W 1956 jako 7. biegacz w historii uzyskał czas w biegu na 1 milę poniżej 4 minut.
Na igrzyskach olimpijskich w 1956 w Melbourne niespodziewanie wygrał bieg na 1500 metrów, wyprzedzając Klausa Richtzenhaina ze wspólnej reprezentacji Niemiec i Johna Landy’ego z Australii oraz ustanawiając rekord olimpijski wynikiem 3:41,2. Był to pierwszy złoty medal olimpijski dla Irlandii w lekkoatletyce od czasów Boba Tisdalla w 1932 w Los Angeles. Delany zdobył brązowy medal w biegu na 1500 metrów na mistrzostwach Europy w 1958 w Sztokholmie, za Brianem Hewsonem z Wielkiej Brytanii i Danem Waernem ze Szwecji. Startował na igrzyskach olmpijskich w 1960 w Rzymie w biegu na 800 metrów, ale odpadł w ćwierćfinale. Zwyciężył na tym dystansie podczas uniwersjady w 1961 w Sofii.
Był czterokrotnym mistrzem Irlandii w biegu na 880 jardów w latach 1954–1957 oraz akademickim mistrzem USA (NCAA) w biegu na 880 jardów w 1958, w biegu na 1500 metrów w 1956 oraz w biegu na mile w 1957 i 1958.